# Irán Castillo
Irán Castillo Pinzón (ur. 4 stycznia 1977 w Veracruz) – meksykańska piosenkarka oraz aktorka. W Polsce znana głównie z telenowel.

## Filmografia
- Que te perdone Dios (2015) .... Renata
- Mundo de fieras (2006) .... Cecilia
- Alborada (2005) .... Catalina Escobar y Díaz
- Zdradzona miłość (Amar otra vez, 2003) .... Rocío Huertas Guzmán
- Clase 406 (2002) .... Magdalena Rivera
- El juego de la vida (2002)
- Prawo do szczęścia (El derecho de nacer, 2001) .... Isabel Cristina Armenteros del Junco
- Aventuras en el tiempo (2001) .... Azucena
- Locura de amor (2000) .... Natalia Sandoval
- Soñadoras (1998) .... Ana
- Paloma (Preciosa, 1998) .... Preciosa San Román Ruiz
- Mi pequeña traviesa (1998) .... Preciosa San Román Ruiz (Capítulo Final)
- Confidente de secundaria (1996) .... Jackie
- Retrato de familia (1995) .... Cristina
- Agujetas de color de rosa (1994) .... Cecilia
- Más allá del puente (1994) .... Irán
- Entre la vida y la muerte (1993).... Anita
- Ángeles Blancos (1990) .... Biela

## Dyskografia
- Tiempos Nuevos (1997)
- Tatuada en tus besos (1999)
- Amanecer (2014)